# Monestir de Šišatovac
El monestir de Šišatovac (en serbi: Манастир Шишатовац, Manastir Šišatovac) és un monestir ortodox serbi situat a la regió de Srem, a Voivodina. És a prop del llogaret de Šišatovac, al municipi de Sremska Mitrovica. És dels setze monestirs de la muntanya de Fruška Gora, i els primers documents que citen el monestir es remunten al segle xvi.

## Història

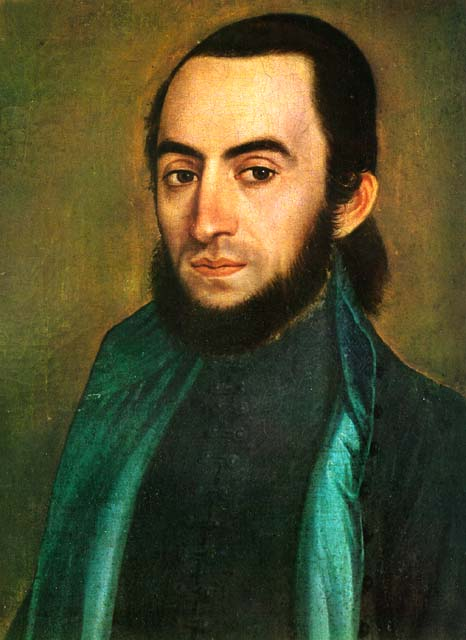
Lukijan Mušicki

La fundació del monestir s'atribueix a monjos provinents del monestir de Žiča, encapçalats pel seu hegumen Teofan (o Teòfil), va fundar el monestir el segle xvi, fugint de l'amenaça otomana durant el segle xvi. En el mateix lloc hi havia una antiga església dedicada a Sant Nicolau, que va ser substituïda el 1520 per una altra dedicada església dedicada al Naixement de la Mare de Déu. La resta del monestir s'anà construint gradualment a mitjans del segle xvi. El 1543, hi van ser traslladades les relíquies de Sant Stéphane Štiljanović, provinents de Šikloš, a Baranya, i hi van romandre fins al 1760. L'església va ser substituïda el 1634 per un edifici de pedra amb dues cúpules, obra dels artesans Jovan i Gaspar. El 1742, es va afegir una torre dissenyada per l'arquitecte Vuk Isakovic. L'arximandriuta de Šišatovac, va construir l'església l'actual entre 1758 i 1778, i fou un dels primers punts d'introducció de l'estil barroc als monestir de Fruška Gora. La capella del monestir, dedicada als Sant Pere i Sant Pau, va ser construïda el 1750 també amb estil barroc. El 1793 Grigorije Davidovic-Obšić, de Čalma, va pintar els frescs de l'església, el seu iconòstasi, i dos anys més tard el retrat del bisbe Vićentije. va ser decorada amb frescos i pintures, en 1793, va pintar també la iconòstasi, i el 1795 va pintar per al retrat de l'església del bisbe. Renovats el 1849, els habitacles conserven l'aspecte que tenien a finals del segle xviii i principis del XIX. La biblioteca del monestir Šišatovac que una vegada va ser famós pels seus manuscrits i llibres il·lustrats. Un dels escribes més famosos del monestir fou l'Apòstol de Šišatovac. Entre els seus tresors, la biblioteca compta amb un evangeli escrit el 1560.
Entre 1812 i 1824, el monestir va ser encapçalat per l'arximandrita Lukijan Mušicki (1777-1837), autor de «El Mirall de l'Arpa de Šišatovac». Després del fracàs de la primera revolta sèrbia contra els otomans el 1813, aquest destacat membre de l'Església Ortodoxa Sèrbia, que era al mateix temps lingüista, va fer estada a Šišatovac amb Vuk Stefanović Karadžić. Aquest hi va transcriure les lletres de les seves balades dedicades l'aixecament de Karađorđe. Tant a Šišatovac com a Karlovci, Karadžić va treballar transcrivint les cançons sèrbies dels cantants més talentosos de l'època, com les de Tesan Podrugović.
El 25 d'agost de 1941, unitats ústaixes van capturar l'hegumen del monestir, Rafailo Momcilović, que fou torturat fins a la seva mort l'1 de setembre. Durant la Segona Guerra Mundial, el monestir patí diversos danys ocasionats pels ústaixes i els alemanys.